# Масджид-э-Акса
Масджид-э-Акса или мечеть Рабвах (Пакистан) является крупнейшим местом поклонения Ахмадийской Мусульманской Общины в Пакистане. Её первый камень был заложен в фундамент в 1966 году и открытие здания состоялось 31 марта 1972 года. Она является главной мечетью Ахмадийской Мусульманской Общины в городе Рабва. Эта мечеть может вместить в себя более 18 500 молящихся.

### История
Проект  мечети был подготовлен Абдул Рашидом, по  приказу Мирзы Башир-уд-Дин Махмуд Ахмада. Она была построена ради того, чтобы молящиеся смогли совершать пятничную молитву в одном центральном месте. Проект строительства был уже подготовлен, но Халиф Ахмадийской Мусульманской Общины чувствовал себя не хорошо, поэтому он не смог  положит Краеугольный камень.После его смерти, 28 октября 1966 Мирза Насир Ахмад, третий халиф  Ахмадийской Мусульманской Общины заложил первый камень мечети. Открытие мечети состоялось в марте 1972 г.

### Строительство и проектирование
Площадь Главного зала без колонн равна 1650 квадратных метров. 650 квадратных метров площади мечети  зарезервирована для женщин, а остальные 1000 квадратных метров зарезервированы для мужчин. Дизайн мечети похож, на Мечеть Бадшахи в Лахоре. Вместе с площадью двора мечети, которая равна 3700 м ², мечеть может вместить до 18 500 богомольцев. Стоимость строительства, составляла примерно 1,3 млн. рупий. Все эти деньги пожертвовал Бани Мухаммад Садик. По его просьбе, его имя не было опубликовано до его смерти.